# Prosodia (lingüística)
La prosodia es una rama de la lingüística que analiza y representa formalmente aquellos elementos de la expresión oral tales como el acento, el ritmo, los tonos y la entonación.

## Introducción
La prosodia trata la manifestación concreta en la producción de las palabras. Desde el punto de vista fonético-acústico, la variación de la frecuencia fundamental, la duración y la intensidad que constituyen los parámetros prosódicos físicos. La prosodia puede dividirse convenientemente en dos aspectos:
- El primero considera aspectos suprasegmentales, es decir, que trata la entonación de la frase en su conjunto.
- El segundo controla la melodía, fenómenos locales de coarticulación, acentuación.

La prosodia se generaba mediante sistemas basados en reglas, obtenidas a partir de estudios lingüísticos y retocadas empíricamente hasta conseguir un habla sintética aceptable. Actualmente se empiezan a utilizar métodos estadísticos sobre bases de datos para generar automáticamente modelos prosódicos.
La prosodia no solo cumple funciones lingüísticas, sino que también incide en la percepción emocional del hablante y en la credibilidad del mensaje oral.

## Modelos prosódicos
En la generación de modelos prosódicos se pueden abordar cuatro características básicas:
- la duración segmental
- la intensidad segmental
- las pausas
- los movimientos melódicos.

La entonación es básicamente la evolución de la frecuencia fundamental, mientras que el ritmo incluye tanto las duraciones de cada uno de los signos de síntesis como la localización y duración de las pausas.
Las variables típicamente utilizadas en el análisis de la prosodia son, por ejemplo, el tipo de oración, la duración en tiempo, el número de sílabas del grupo entonativo, la distancia a la última sílaba acentuada, la categoría gramatical de la palabra, etc. Las variables útiles son diferentes para cada modelo (entonación, duración o pausas) y, en general, pueden ser numéricas o simbólicas.
Los patrones entonativos tienen carácter suprasegmental, es decir, que afectan globalmente a todo un grupo entonativo en lugar de hacerlo particularmente sobre cada unidad. Básicamente, la generación de los patrones consiste en la determinación de la posición y valor de una serie de codos de un modelo lineal a tramos.

## Prosodia del castellano
En general, la entonación del castellano consta de una primera rama ascendente que comprende desde el primer sonido hasta el primer acento tónico. A partir de aquí se mantiene subiendo y bajando, hasta la parte del último acento hasta el final. La elevación tonal de esta última parte indica que la frase no está completa, por ejemplo, en una interrogación. Su descenso indica la finalización de la frase y el sentido completo, por ejemplo, en una frase afirmativa. La combinación de ambas, ascendente y descendente, que la frase es interrogativa cuando emplea un pronombre interrogativo, o bien exclamativa.
Aunque para la generación de los patrones entonativos se utilizan casi siempre sistemas basados en reglas, para la determinación de la duración de las unidades de síntesis se han propuesto muchos sistemas. Son muchos los factores que influyen en la duración de los fonemas, entre los cuales el más importante es el contexto fonético en el que se encuentra cada fonema.